# Григорив, Михайло Семёнович
Михайло Семёнович Григорив (укр. Михайло Семенович Григорів; 5 июля 1947, село Лесной Хлебичин, Станиславская область — 3 января 2016, Киев) — украинский поэт и переводчик, участник Киевской поэтической школы.

## Биография
Учился в школах-интернатах в Коломые и Снятыне, затем в Киевском университете, откуда в 1969 г. вынужден был уйти после окончания четырёх курсов. Переехал в Латвийскую ССР, окончил Латвийский государственный университет (1975). Работал журналистом в различных комсомольских и профсоюзных изданиях. Изучив латышский язык, перевёл на украинский книги стихов Эйжена Вевериса, Иманта Зиедониса, Ояра Вациетиса, Петериса Зирнитиса. В конце 1980-х гг. участвовал в работе Народного фронта Латвии, был одним из основателей объединения украинцев Латвии.
В 1990 г. вернулся в Киев, работал в различных украинских литературных изданиях, с 2004 г. был главным редактором еженедельника «Вісник Чорнобиля». Член Национального союза писателей Украины (1991).
Поэзия Григорива — лаконичный, концентрированный свободный стих, основанный на немногочисленных архетипических образах. «Формой сакрального молчания во время возведения храма» назвал стихи Григорива поэт и филолог Константин Москалец. На русский язык стихи Григорива переводил Дмитрий Кузьмин.

## Награды и звания
Лауреат Премии имени Павла Тычины (1994).

## Книги стихов
- Спорудження храму: Поезії. — К.: Укр. письменник, 1992. — 167 с.
- Сади Марії. — К.: Світовид, 1997. — 167 с.

### Для детей
- Вези мене, конику. — К.: Веселка, 1991. — 12 с., ілюстр.
- Зелена квітка тиші: Для дітей дошк. та мол. шк. віку. — К.: Грані-Т, 2010. — 56 с.: ілюстр. — (Сучасна дитяча поезія).